# Hyponephele tenuistigma
Hyponephele tenuistigma là một loài bướm thuộc họ Nymphalidae. Nó được tìm thấy ở Afghanistan, Pakistan, Kashmir và phần phía tây của núi Pamir. 

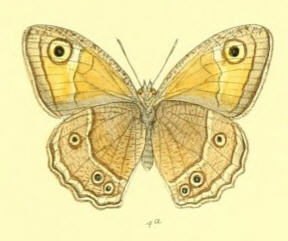